# 김동한 (야구인)
김동한(金東漢, 1988년 6월 24일 ~ )은 전 KBO 리그 롯데 자이언츠의 내야수, 외야수, 지명타자이자, 현 KBO 리그 두산 베어스의 2군 작전/주루코치이다.

## 선수 시절

### 두산 베어스시절
동국대를 졸업하고 8라운드 지명을 받아 입단했다. 2012년 9월 8일 삼성 라이온즈와의 경기에 출전하며 데뷔 첫 경기를 치렀고, 경기 후반에 교체 출전해 타석에는 들어서지 못했다. 당시 군입대 예정이던 이원석, 오재원을 대신할 선수로 테스트할 예정이었으나 둘의 입대가 유보돼 2013년 시즌을 2군에서 시작했다. 2012년에 좋은 모습을 보여 시즌 중반 종종 1군으로 콜업됐다가 다시 내려가는 과정이 반복됐고, 확대 엔트리 때 주로 대주자나 대수비로 출장했다. 2013년 9월 12일 SK전에서 대타로 나와 박희수를 상대로 3점 홈런이자 결승 홈런을 쳐 내며 팀의 역전 승을 이끌었다.

### 상무 야구단시절
2013년 시즌 후에 입대하였다.

### 두산 베어스복귀
전역 후 2015년에 곧바로 1군 엔트리에 등록됐다.

### 롯데 자이언츠시절
2016년 7월 23일 당시 롯데 자이언츠 소속이었던 김성배와 1:1 트레이드를 통해 이적했다.

## 야구선수 은퇴 후
2021년부터 롯데 자이언츠의 2군 타격/작전/주루코치로 활동했다.

## 출신 학교
- 서울내발산초등학교
- 양천중학교
- 장충고등학교
- 동국대학교

## 배우자
- '김지선' (2016년 ~ 현재)

## 트리비아
- 가수 김동한과 한자까지 동일한 동명이인이다.

## 통산 기록
| 연도 | 팀명  | 타율  | 경기 | 타수 | 득점 | 안타 | 2루타 | 3루타 | 홈런 | 루타 | 타점 | 도루 | 도실 | 볼넷 | 사구 | 삼진 | 병살 | 실책 |
| ---- | ----- | ----- | ---- | ---- | ---- | ---- | ----- | ----- | ---- | ---- | ---- | ---- | ---- | ---- | ---- | ---- | ---- | ---- |
| 2012 | 두산  | 0.375 | 10   | 8    | 3    | 3    | 0     | 0     | 0    | 3    | 0    | 2    | 0    | 0    | 0    | 2    | 0    | 0    |
| 2013 | 두산  | 0.350 | 26   | 20   | 9    | 7    | 2     | 1     | 1    | 14   | 4    | 5    | 0    | 2    | 0    | 2    | 0    | 1    |
| 2016 | 롯데  | 0.252 | 78   | 107  | 9    | 27   | 6     | 0     | 0    | 33   | 14   | 5    | 1    | 6    | 0    | 19   | 1    | 2    |
| 2017 | 롯데  | 0.236 | 81   | 178  | 26   | 42   | 19    | 0     | 3    | 70   | 14   | 4    | 3    | 14   | 0    | 25   | 2    | 7    |
| 2018 | 롯데  | 0.193 | 55   | 83   | 11   | 16   | 1     | 0     | 2    | 23   | 9    | 3    | 1    | 9    | 0    | 18   | 1    | 3    |
| 2019 | 롯데  | 0.282 | 42   | 78   | 9    | 22   | 4     | 0     | 0    | 26   | 2    | 3    | 2    | 6    | 0    | 15   | 1    | 2    |
| 2020 | 롯데  | 0.221 | 82   | 68   | 23   | 15   | 5     | 0     | 0    | 20   | 5    | 10   | 4    | 5    | 0    | 8    | 2    | 3    |
| 통산 | 7시즌 | 0.244 | 374  | 542  | 90   | 132  | 37    | 1     | 6    | 189  | 48   | 32   | 11   | 42   | 0    | 89   | 7    | 18   |